# Hadena satanella
Hadena satanella là một loài bướm đêm trong họ Noctuidae.